# Nagy Szent Besszárión
Nagy Szent Besszárión (? – 466) szentként tisztelt ókeresztény egyiptomi remete, az úgynevezett sivatagi atyák egyike.

## Élete
Szkétiszben élt remeteként, kortársai közül különösen kemény aszkézisével tűnt ki. Mesélték róla, hogy mindig magával hordta az evangéliumot, hogy mindenben követhesse Jézus tanításait.
A keresztény egyház szentként tiszteli, és katolikus területen február 20-án üli emléknapját. Ezzel szemben az orosz ortodox egyház június 6-án, a kopt egyház pedig június 17-én emlékezik rá.

## Mondásai
- „Egy testvér vétkezett, és a pap kitiltotta a templomból. Erre felkelt Bésszarión abba, és kiment vele együtt, miközben azt mondta: »Én is bűnös vagyok.«”[4]
- „Ugyanez a Bésszarión abba mondta: »Negyven évig nem feküdtem az oldalamra, hanem ülve vagy állva aludtam.«”[4]
- „Egy testvér, aki más testvérekkel együtt élt, megkérdezte Bésszarión abbátː »Mit tegyek?« Az öreg így válaszolt: »Hallgass, és ne mérd magad [másokhoz].«”[4]

## Lásd még
- Ortodox szentek listája
- Sivatagi atyák